# Багатуров, Георгий Ашотович
Георгий Ашотович Багатуров (род. 28 ноября 1964) — грузинский шахматист, гроссмейстер (1999).
Чемпион Грузинской ССР (1989). Трёхкратный чемпион Грузии (1989, 1995 и 1999). Серебряный призёр чемрионата Грузии (1990, 1991) Чемпион мира среди сеньоров (категория 50+) 2016 года. Серебряный призёр чемпионата Европы среди сеньоров (категория 50+) 2016 года. Серебряный призёр чемпионата мира среди сеньоров (категория 50+) 2018 года. 

В составе национальной сборной участник 33-й шахматной олимпиады (1998).

## Изменения рейтинга
| Графики недоступны из-за технических проблем. См. информацию на Фабрикаторе и на mediawiki.org. |